# Школа са домом „11. мај” Јагодина
Школа са домом за ученике оштећеног слуха и говора „11. мај” Јагодина, једна је од најстаријих државних дефектолошких установа у Србији.
Школа поседује задовољавајуће просторне капацитете: учионице за сваки разред, два кабинета за специјални аудиопедагошки рад, просторију за рад предшколске групе, мању фискултурну салу, сензорну собу, дигиталну учионицу, библиотеку, кухињу са трпезаријом, спаваонице за мушку и женску децу, две собе за дневни боравак ученика у дому као и опремљен дигитални дом. У оквиру школског простора су и савремено опремљене учионице за извођење практичне наставе за пекаре, фризере и графичаре.